# Bernhard Jussen
Bernhard Jussen (Geilenkirchen, 24 maggio 1959) è uno storico tedesco.

## Biografia
Bernhard Jussen ha studiato storia, filosofia e teologia cattolica nelle università di Monaco e Münster. In quest'ultima università seguì le lezioni, tra gli altri, di Arnold Angenendt. Ha conseguito il dottorato presso l'Università di Münster nel 1988 con una tesi sulla paternità e l'adozione nell'alto medioevo. La sua abilitazione con una tesi sull'esplorazioni della semantica della cultura penitenziale medievale è stata pubblicata nel 1999 dal progetto Soziale Gruppen in der Gesellschaft des Mittelalters (Gruppi sociali nella società del Medioevo) sotto la direzione di Otto Gerhard Oexle presso il Max-Planck-Institut für Geschichte (Istituto Max Planck di Storia). Dal 2000 al 2001 è stato Lehrstuhlvertretung di Storia medievale presso la TUD (Università tecnica di Dresda). Dal 1988 al 2001 è stato ricercatore presso il Max-Planck-Institut für Geschichte. Nel 2001 è diventato professore di storia medievale all'Università di Bielefeld. Nel semestre estivo del 2008, Jussen ha accettato una nomina a professore di storia medievale presso l'Università Johann Wolfgang Goethe di Francoforte sul Meno. Jussen è membro del Consiglio di fondazione della Hanne Darboven Stiftung (Fondazione Hanne Darboven).
La sua ricerca si concentra sulla semantica storica, la ricerca storico-politica, la ricerca sulla parentela, la conoscenza pittorica collettiva e l'immaginazione storica nei tempi moderni, nonché la produzione artistica della storia. Nel 2007 ha ricevuto il Gottfried Wilhelm Leibniz Prize della Deutsche Forschungsgemeinschaft. Nel 2016 è stato eletto all'Accademia delle scienze di Berlino-Brandeburgo.

## Opere
Monografie
- (DE)  Die Franken. Geschichte, Gesellschaft, Kultur (= Beck'sche Reihe. Bd. 2799). C. H. Beck, München 2014, ISBN 978-3-406-66181-5.
  - Tradotto in italiano in: I franchi, traduzione di Giovanni Isabella, Bologna 2015, ISBN 978-8815257093.
- (DE)  Der Name der Witwe. Erkundungen zur Semantik der mittelalterlichen Bußkultur (= Veröffentlichungen des Max-Planck-Instituts für Geschichte. Bd. 158). Vandenhoeck & Ruprecht, Göttingen 2000, ISBN 3-525-35474-6 (Zugleich: Göttingen, Universität, Habilitations-Schrift, 1999).
- (DE)  Patenschaft und Adoption im frühen Mittelalter. Künstliche Verwandtschaft als soziale Praxis (= Veröffentlichungen des Max-Planck-Instituts für Geschichte. Bd. 98). Vandenhoeck & Ruprecht, Göttingen 1991, ISBN 3-525-35635-8 (in englischer Sprache: Spiritual Kinship as Social Practice. Godparenthood and Adoption in the Early Middle Ages. Revised and expanded english edition. University of Delaware Press u. a., Newark DE u. a. 2000, ISBN 0-87413-632-6).

Redattore
- (DE)  mit Stefan Willer und Sigrid Weigel: Erbe. Übertragungskonzepte zwischen Natur und Kultur (= Suhrkamp-Taschenbuch Wissenschaft. Stw. 2052). Suhrkamp, Berlin 2013, ISBN 978-3-518-29652-3.
- (DE)  Die Macht des Königs. Herrschaft in Europa vom Frühmittelalter bis in die Neuzeit. C. H. Beck, München 2005, ISBN 3-406-53230-6.
- (DE)  Signal – Christian Boltanski (= Von der künstlerischen Produktion der Geschichte. Bd. 5). Wallstein-Verlag, Göttingen 2004, ISBN 3-89244-653-9.
- (DE)  Ulrike Grossarth – Ferne Zwecke (= Von der künstlerischen Produktion der Geschichte. Bd. 4). Verlag der Buchhandlung Walther König, Köln 2003, ISBN 3-88375-749-7.
- (DE)  zusammen mit Gadi Algazi und Valentin Groebner: Negotiating the Gift. Pre-Modern Figurations of Exchange (= Veröffentlichungen des Max-Planck-Instituts für Geschichte. Bd. 188). Vandenhoeck & Ruprecht, Göttingen 2003, ISBN 3-525-35186-0.
- (DE)  Ordering Medieval Society. Perspectives on Intellectual and Practical Modes of Shaping Social Relations. University of Pennsylvania Press, Philadelphia PA 2001, ISBN 0-8122-3561-4.
- (DE)  Hanne Darboven – Schreibzeit (= Von der künstlerischen Produktion der Geschichte. Bd. 3 = Kunstwissenschaftliche Bibliothek. Bd. 15). Verlag der Buchhandlung Walther König, Köln 2000, ISBN 3-88375-398-X.